# Pholcus kwanaksanensis
Pholcus kwanaksanensis là một loài nhện trong họ Pholcidae. Loài này được phát hiện ở Zuid-Triều Tiên.